# إيزونيازيد/ريفابنتين
دواء إيزونيازيد/ريفابنتين هو مزيج دوائي يُستخدم لعلاج السل.  ويُستخدم تحديدًا مرة واحدة أسبوعيًا لمدة ثلاثة أشهر لعلاج السل الكامن،  حيث يقلل خطر تطور العدوى إلى مرض بنسبة تتراوح بين 60 إلى 90%.  يُؤخذ عن طريق الفم مرة واحدة في الأسبوع لمدة 12 أسبوعًا. 